# Jet (triple play)
Jet foi uma empresa de triple play brasileira. Oferecia Televisão por assinatura, Internet banda larga e VoIP.
A empresa pertencia a Acom Comunicações S.A. que é controlada pelo grupo português SGC Telecom. Esteve presente em João Pessoa, Maceió, Manaus, Natal, São Luís, Teresina, Santos, Juiz de Fora, Cuiabá, Campo Grande, Ipatinga, Volta Redonda, Campos dos Goytacazes e Aracaju. Somando aos municípios vizinhos dos já citados, a empresa alcançava pouco de mais de 50 cidades. Tinha como parceiras a sua co-irmã AR Telecom e a NET.

## História
A Jet foi fundada em 1997 no Rio de Janeiro, como provedora do sinal da NET. Desde de sua fundação, trouxe para a América Latina muitas tecnologias apenas presentes na Europa e Estados Unidos, sendo a primeira do continente a utilizar serviços digitais sem fio com a tecnologia de última geração MMDS Digital. O sistema da empresa permitia a distribuição de conteúdo 100% digital em sua ampla área de cobertura. Nesse período já estava presente em João Pessoa, Natal e Maceió.
Em 2012, a Sky manifestou o interesse na compra do grupo Acom (consequentemente a marca Jet), absorvendo a base de assinantes e sua tecnologia MMDS. A negociação foi concluída sendo aprovada pelo CADE e pela ANATEL, com isso a JET deixa de existir e todos os seus pacotes são suspensos e não sendo mais vendidos para novos clientes. Com isso, os clientes do serviço de TV Digital foram migrados para a Sky e o serviço de MMDS passou a ser utilizado pela Sky Internet Banda Larga nas áreas em que a Jet atuava.